# Segway Personal Transporter

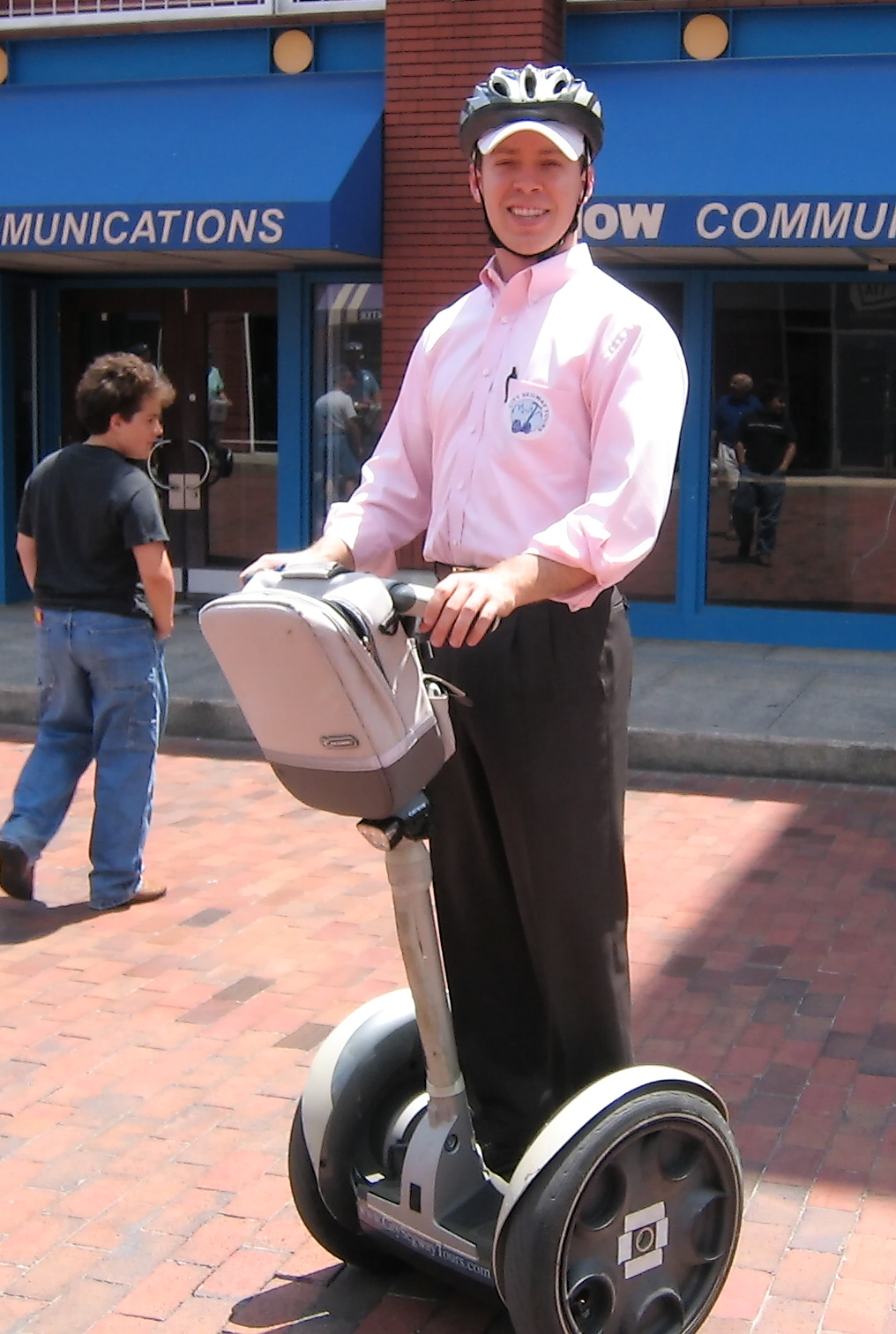
Segway-PT-Fahrer in Atlanta (2006)

Der Segway Personal Transporter (Segway PT, früher HT für Human Transporter, meist kurz Segway) ist ein elektrisch angetriebenes Einpersonen-Fahrzeug mit nur zwei auf derselben (geometrischen) Achse liegenden Rädern, zwischen denen die beförderte Person steht und das sich durch eine elektronische Antriebsregelung selbst in Balance hält. Er wurde von Dezember 2001 bis Juli 2020 von Segway Inc. aus Bedford im US-Bundesstaat New Hampshire hergestellt. Ein Nachfolgemodell ist nicht geplant.

## Aufbau und Funktionsweise

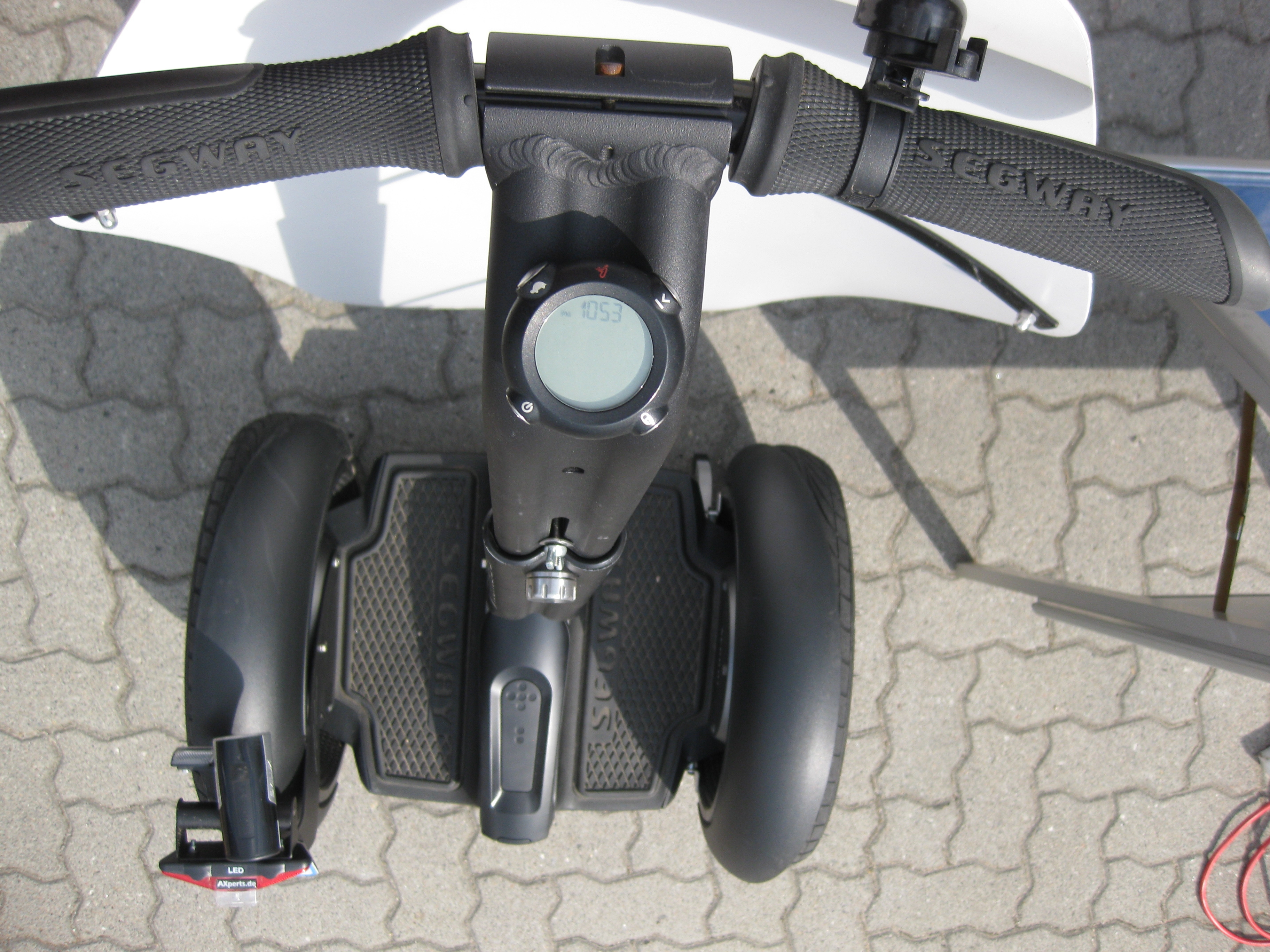
Segway-Cockpit

Der Fahrer steht zwischen zwei nebeneinander angeordneten Rädern auf einer Plattform und kann sich an einer Lenkstange abstützen. Segways verfügen generell über Allradantrieb. Jedes Rad wird per Einzelradantrieb von einem separaten Elektromotor angetrieben. Unterschiedliche Drehzahlen der Räder ermöglichen eine Kurvenfahrt wie bei Kettenfahrzeugen.
Das Fahrzeug ist selbstbalancierend. Ein elektronischer Regelkreis lässt den Segway automatisch in die Richtung fahren, in die sich der Fahrer lehnt. Sobald die Neigungssensoren (Halbleiter-Gyroskope) registrieren, dass sich der Fahrer nach vorne oder hinten neigt, drehen die Räder in diese Richtung. Die Fortbewegung wird ausschließlich durch solche Gewichtsverlagerungen gesteuert, es gibt keine Bedienelemente zum Bremsen oder Beschleunigen. Diese Funktionsweise entspricht dem aufrechten Gang, bei dem sich der Schwerpunkt des Körpers stets über der Auflagefläche der Füße befindet. Der Segway ist deshalb intuitiv zu bedienen.
Ein Schwenken der Lenkstange (um eine in Höhe der Plattform liegende horizontal nach vorne laufende Achse) nach rechts oder links bewirkt die dementsprechende Kurvenfahrt oder Drehen am Stand. Sobald sich der Fahrer mit der Lenkstange zur Seite neigt, wird das von den Neigungssensoren wahrgenommen und das jeweilige Rad dreht sich langsamer und verursacht dadurch die Kurvenfahrt.

## Technische Daten

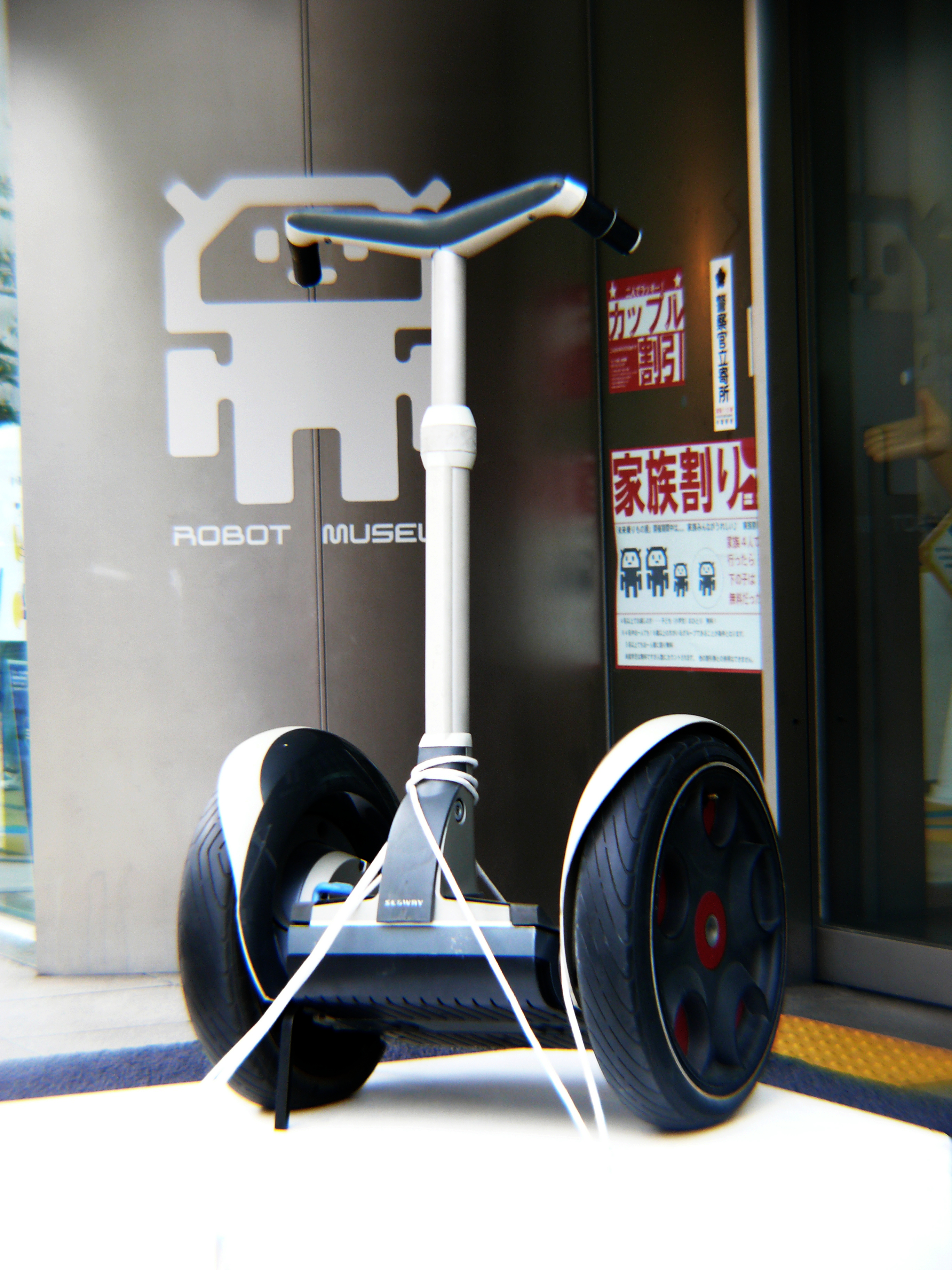
Segway PT im Robotermuseum in Nagoya, Japan (2007)

| Geschwindigkeit               | 0–20 km/h. Im Gegensatz zu anderen Zweirädern auch bei Langsamfahrt und im Stillstand stabil. Nie über 20 km/h, auch nicht bergab: Zur Geschwindigkeitsbegrenzung fahren die Räder vor den Fahrer, der dann von der Lenkstange zurückgedrückt wird (Speed Limiter).                                              |
| Reichweite                    | bis 38 km (Modell i2) mit einer Ladung der Lithium-Ionen-Akkumulatoren (LiFePO4-Zellen), abhängig u. a. von Gewicht des Fahrers, Steigungen, Untergrund, Fahrweise, Temperatur, Reifendruck und Wind. Modelle mit breiten Niederdruckreifen: 19 km im Gelände (Modell x2); 22,5 km am Golfplatz (Modell x2 Golf) |
| Wendekreis                    | Fahrzeug kann „auf der Stelle“ gedreht werden, der Umkreis der Fahrzeugaußenkontur beträgt dabei circa 0,8 m (Modell i2) |
| Länge × Breite                | Die Standfläche ist 63 × 63 cm (Modell i2); 67 × 84 cm (Modell x2) |
| Reifen: Durchmesser × Breite  | 48 (19") × ca. 8,8 cm (Modell i2) auf 35 cm Thermoplast-Felgen; 53 (21") × 17,7 cm (Modell x2) auf 25 cm Alu-Felgen; 53 × 20 cm (Modell x2) (schlauchlos, „stichfest“) |
| Plattformhöhe / Bodenfreiheit | 21 / 7,6 cm (Modell i2); 24,13 / 11,43 cm (Modell x2) |
| Gewicht                       | 47,7 kg (Modell i2); 54,4 kg (Modell x2). |
| Zuladung                      | 45–118 kg, davon max. 4,5 kg auf der Lenkstange |
| Verbrauch                     | ≈ 3 kWh auf 100 km – regeneratives System bei Bergabfahrt |
| CO₂-Emission                  | 23 g/km für die Stromerzeugung Zum Vergleich: Auto 170 g/km (durchschnittlicher Verbrauch 7 l/100 km), Motorroller ≈80 g/km |
| Ladedauer                     | 8–10 Stunden bei völlig leergefahrenen Akkus, integriertes Ladegerät zum Aufladen an normalen Steckdosen (110–230 V) |
| Redundanz                     | Alle sicherheitsrelevanten Elemente sind doppelt vorhanden (Akkus, Gyroskope, Motorwicklungen, Computer). Beim plötzlichen Ausfall eines Bauteiles kommt der Segway PT trotzdem stabil und sicher zum Stehen. |
| Nutzbremse                    | Beim Bremsen oder bei Bergabfahrt wird elektrische Energie rückgewonnen und in den Akkus gespeichert. |

## Entwicklungsgeschichte

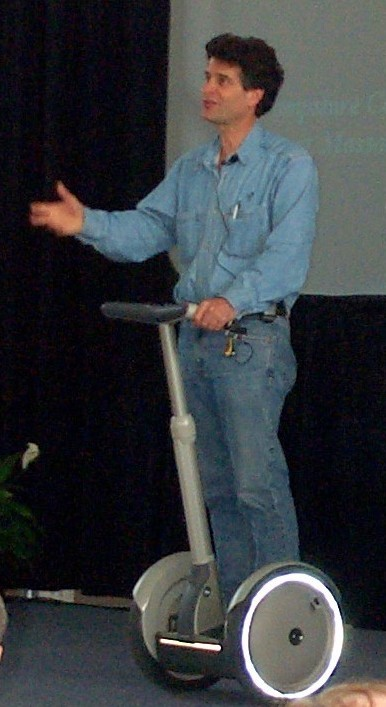
Der Erfinder des Segways, Dean Kamen (2002)

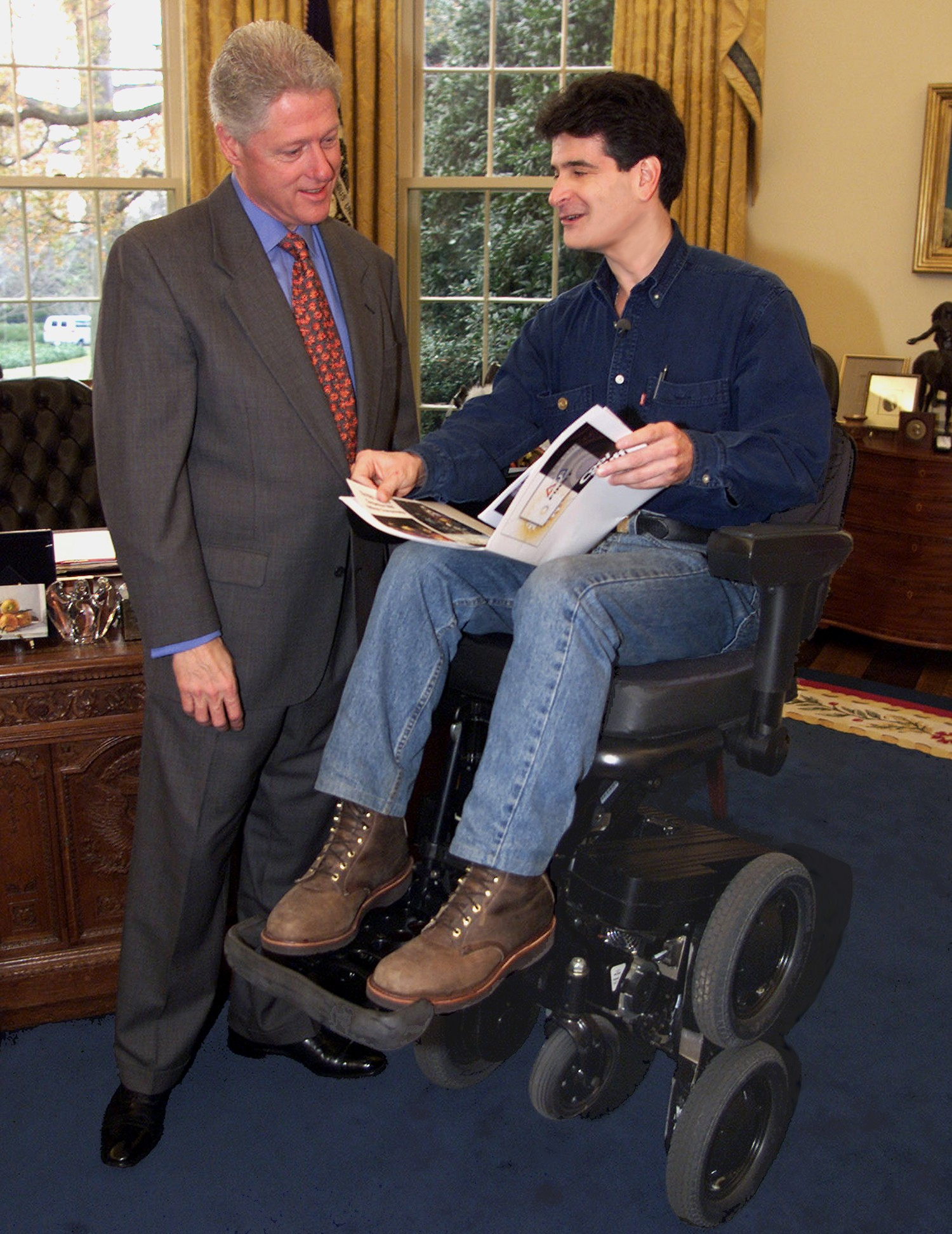
Der Vorgänger des Segways: Der Rollstuhl iBot (Bill Clinton und Dean Kamen)

Logo des Herstellers, der Segway Inc. in Bedford, New Hampshire/USA

Der Segway PT ist eine Erfindung von Dean Kamen, der das Prinzip der dynamischen Stabilisierung ursprünglich für den Elektrorollstuhl iBot (Codename: Fred) entwickelte. Der iBot überwindet damit Treppen und kann seinen Benutzer auf Augenhöhe mit einem stehenden Gesprächspartner anheben.
Die Übertragung der Balancierautomatik auf ein „Alltagsfahrzeug für Jedermann“ folgte aus der Vision, damit verstopfte Städte vom Autoverkehr zu entlasten. Der Segway PT wurde dementsprechend als ernsthaftes Verkehrsmittel konzipiert und nicht als Mode- oder Spaßfahrzeug. Der Name „Segway“ leitet sich vom englischen Wort „segue“ ab, ein Lehnwort aus dem Italienischen, das einen gleichmäßigen Übergang von einem Zustand in den anderen bezeichnet.
Die Produktentwicklung (Codename: Ginger) und der Aufbau der Fertigung verschlangen über 100 Millionen US-Dollar an Risikokapital und wurden von vielen Gerüchten begleitet, die durch die Prominenz des Erfinders und seiner Verhandlungspartner bei der Kapital-Akquisition angeheizt wurden (u. a. Amazon.com-Chef Jeff Bezos, Apple-Chef Steve Jobs, Venture-Capital-Legende John Doerr). Die erste öffentliche Demonstration des Gerätes fand am 3. Dezember 2001 in der Fernsehsendung „Good Morning America“ statt. Steve Jobs prophezeite, dem Fahrzeug werde die Zukunft des Verkehrs in den Städten gehören, und John Doerr glaubte, Segway Inc. werde in kürzester Zeit Milliardenumsätze erreichen. Bis 2009 verfehlte der Absatz mit insgesamt gut 50.000 Fahrzeugen solche Erwartungen. Einer der Gründe für die fehlende Verbreitung ist der Anschaffungspreis (in Deutschland ab ca. 8.000 Euro (Stand 2010)). Ein Ersatzakkumulator kostet 1400 Euro, die durchschnittliche Nutzungsdauer eines Akkus liegt bei drei Jahren.
Die Segways der ersten Generation (Modelle i167, p133, i170, i180 und XT) besitzen noch eine starre Lenkstange mit einem Drehgriff zum Lenken. Seit August 2006 werden nur noch Fahrzeuge der zweiten Generation produziert (Modelle i2 und x2), ausgestattet mit der Lean-Steer-Lenkung, einem drahtlosen Info-Key und einer elektronischen Wegfahrsperre.
In Kooperation mit dem Autohersteller General Motors entwickelte Segway Inc. ein zweisitziges, zweirädriges Stadtfahrzeug mit 50 km/h Höchstgeschwindigkeit und 50 km Reichweite. Am 7. April 2009 präsentierten die Firmen den ersten P.U.M.A.-Prototyp.
Segway Inc. wurde im Dezember 2009 vom britischen Unternehmer Jimi Heselden übernommen, der im September 2010 tödlich verunglückte. Er stürzte mit einem Segway-Prototyp über eine Klippe in den Fluss Wharfe. 2015 wurde Segway Inc. mit Hilfe von Risikokapitalgebern nach Patentstreitigkeiten vom chinesischen Konkurrenten Ninebot übernommen.
Konkurrenten haben ebenfalls an selbstbalancierenden Fahrzeugen (z. B. Toyotas Winglet oder HUBO Labs Huboway) gearbeitet. Der Konzeptwagen Saturn Flextreme hat Stauraum für zwei Segway-Roller.
Ninebot hat zum 15. Juli 2020 die Produktion eingestellt, behält aber noch das Segway-Werk im US-Bundesstaat New Hampshire. Der Anteil war in der Produktion bis dahin auf 1,5 % des Umsatzes gesunken, stattdessen konzentriert man sich auf die E-Scooter und Quads als Elektrokleinstfahrzeuge. Die Funktion der Stehroller zum platzsparenden Personentransport ist auf die noch kleineren und günstigeren elektrischen Tretroller übergegangen, die seit 2018 massenhaft in E-Scooter-Verleihsystemen in den Städten weltweit eingesetzt werden.

## Verkehrssicherheit
Mehrere Sicherheitsgutachten sind zu dem Ergebnis gekommen, dass die Sicherheitsrisiken und das Konfliktpotenzial mit anderen Verkehrsteilnehmern nicht größer sind als bei anderen zugelassenen Kleinfahrzeugen. Seit der Produkteinführung wurden nur vereinzelt Segway-Unfälle gemeldet. Die Bremsverzögerung übertrifft mit mehr als 5 m/s² die gesetzliche Vorgabe von 3,5 m/s². In dem 100-seitigen Abschlussbericht „Segway im öffentlichen Verkehrsraum“, den die TU Kaiserslautern im Auftrag der Bundesanstalt für Straßenwesen (BASt) herausbrachte, schrieb Hartmut Topp 2006: „Das Unfallrisiko und die Gefährlichkeit von Stürzen erscheinen beim Segway im Vergleich etwa zum Fahrrad geringer.“

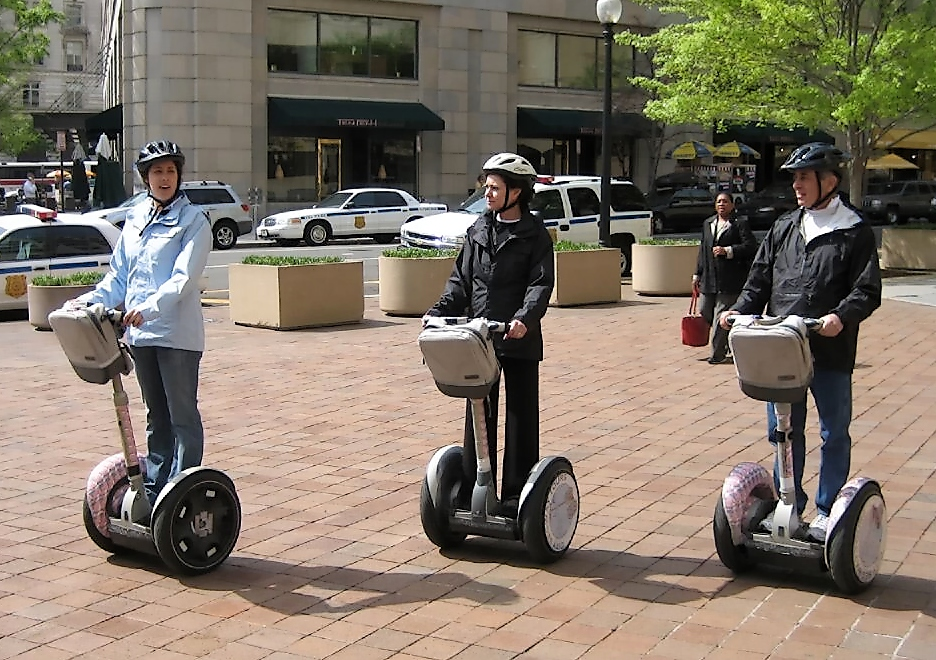
Gruppe von Segway-PT-Fahrern mit Fahrradhelmen (in Washington, D.C., USA; 2006)

Unfallrisiken bestehen, wenn ein Rad die Bodenhaftung verliert (z. B. bei Glatteis) oder mit Hindernissen kollidiert (tiefe Schlaglöcher, hohe Kantsteine oder Wände).
Die bislang einzigen Crashtests führte die Unfallforschung der Versicherer (UDV) durch. Diese Untersuchung zeigte, dass der Segway – zumindest mit der getesteten Geschwindigkeit von 15 km/h – eine Gefahr für Fußgänger darstellt. Dies ist nicht zuletzt auf die große Gesamtmasse zurückzuführen. Deshalb kommt die UDV zu dem Schluss, in Fußgängerzonen oder auf Gehwegen mit dem Segway nur mit maximal 6 km/h zu fahren. Aber auch Segway-Fahrer selbst setzen sich bei Geschwindigkeiten um 15 km/h einer nicht zu unterschätzenden Gefahr sowohl bei einer Kollision mit einem Fußgänger als auch bei einer Kollision mit einem Fahrzeug aus. Die UDV empfiehlt daher das Tragen von Fahrradhelmen. Die Fahrversuche hingegen zeigten, dass der Segway prinzipiell unproblematisch in seiner Handhabung ist. Allerdings gibt es Situationen, wie plötzliches Ausweichen und Bremsen, die nur durch spezielles, ausführliches Training gemeistert werden können.

## Rechts- und Zulassungsfragen

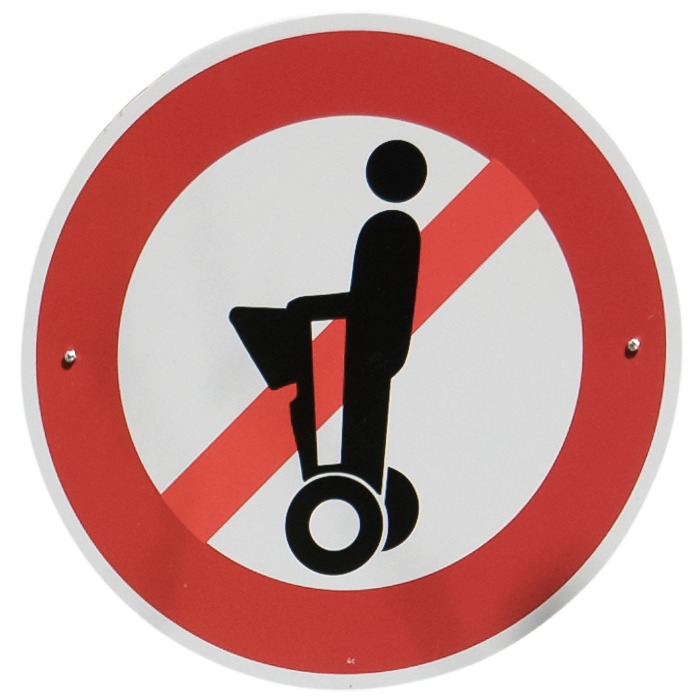
Segwayverbotsschild in Schleswig-Holstein

Aufgrund der vielen Neuheitsmerkmale des Segway PT (zweirädriges, aber mehrspuriges Motorfahrzeug, keine mechanische Bremse, kein Sitz, elektronisch geregelte Lenkung und Stabilität) ist seine verkehrsrechtliche Zulassung anhand herkömmlicher Vorschriften meist nicht zu erreichen. Um den Fahrzeugeigenschaften gerecht zu werden und den Betrieb zu ermöglichen, schuf der Gesetzgeber in den USA eine eigene Fahrzeugklasse (EPAMD = Electric Personal Assistive Mobility Device).
Eine entsprechende europaweite Regelung hat die EU-Kommission mit der Begründung abgelehnt, es handele sich nicht um ein Straßenfahrzeug und gehöre deshalb nicht zum Regelungsbereich der EU. Dies steht im Widerspruch zur EU-Richtlinie 2002/24/EU, wonach alle Elektrofahrzeuge mit mehr als 0,25 kW Leistung als Kraftfahrzeuge gelten und dem EU-Typgenehmigungsverfahren unterliegen.

### Situation in Deutschland

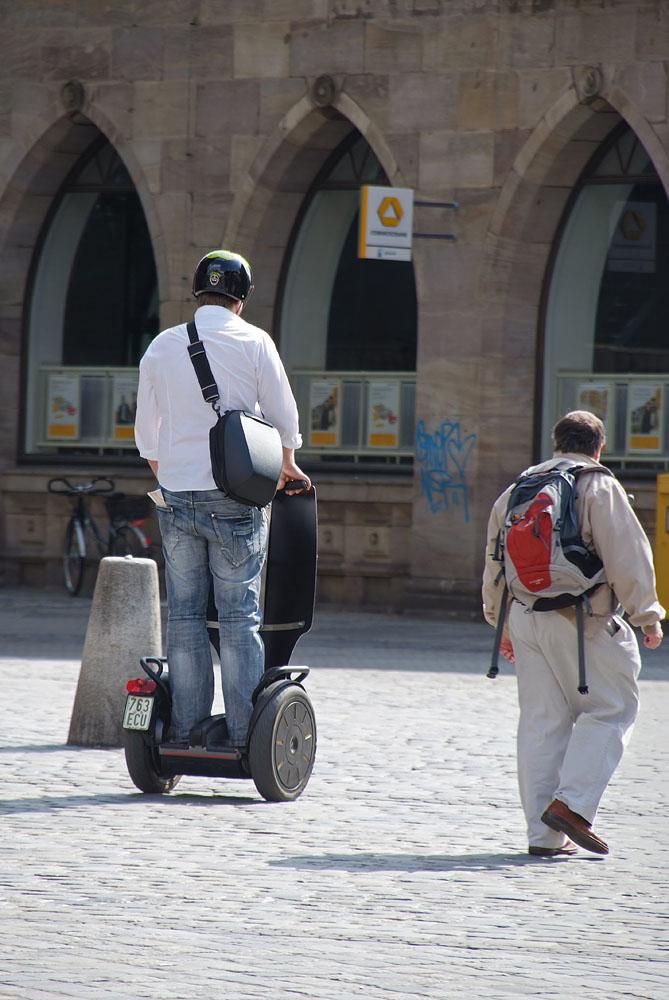
Segway mit Versicherungskennzeichen und Rücklicht in Nürnberg

Seit dem 15. Juni 2019 ist der Segway i2 (SE) ein Elektrokleinstfahrzeug nach der Elektrokleinstfahrzeuge-Verordnung (eKFV). Er darf damit ab 14 Jahren und ohne Helm und ohne Führerschein oder sonstigen Befähigungsnachweis im Straßenverkehr gefahren werden. Ein Versicherungskennzeichen bzw. eine gültige Versicherungsplakette ist erforderlich.
Die Segway-Modelle XT, x2 und Golf (SE) sind breiter als 70 cm und damit kein Elektrokleinstfahrzeug. Diese Modelle mit bereits erteilter Sonder-/Einzelzulassung sowie alle auf dem Segway PT basierenden Rollstühle behalten weiterhin das blecherne Mofa-Versicherungskennzeichen und sind erst ab 15 Jahren und mit einer Mofa-Prüfbescheinigung nutzbar.

#### Historische Entwicklung
Das Segway-Fahren auf öffentlichem Grund war zunächst verboten, weil eine verkehrsrechtliche Zulassung fehlte. Dies stand den Zielen der Bundesregierung entgegen, (Elektro-)Mobilität, Innovation und Umweltschutz zu fördern. Die ersten Segway-Genehmigungen wurden im Juni 2006 in Hamburg für die Durchführung von Stadtrundfahrten erteilt und ab April 2007 im Saarland für private Segway-Besitzer. Nach und nach folgten weitere Bundesländer und gestatteten die lokale Nutzung mit unterschiedlichen und teilweise widersprüchlichen Ausnahmegenehmigungen. Im Dezember 2007 forderte der Bundesrat die Bundesregierung auf, eine bundeseinheitliche Regelung zu treffen.
Seit dem 25. Juli 2009 erlaubte die „Verordnung über die Teilnahme elektronischer Mobilitätshilfen am Verkehr“ (MobHV) die Segway-Nutzung in Deutschland. Solange das Typgenehmigungsverfahren noch nicht abgeschlossen ist, wurde den Fahrzeugen nach technischer Einzelprüfung (Bremswirkung, Licht, Glocke) eine Einzelbetriebserlaubnis erteilt. Wer sie im Straßenverkehr führen wollte, benötigte mindestens eine Prüfbescheinigung zum Führen von Mofas. Die MobHV wurde am 15. Juni 2019 durch die Elektrokleinstfahrzeuge-Verordnung ersetzt.
Im Großraum München ist die Mitnahme von Segway PTs seit Dezember 2009 in Bussen, Tram- und U-Bahnen des Münchner Verkehrs- und Tarifverbundes (MVV) untersagt.

### Situation in Österreich
Im April 2004 stellte das Unternehmen, vertreten durch dessen Europadirektor für rechtliche Angelegenheiten (‚Director Regulatory Affairs, Europe‘), Nicola Dallatana, eine schriftliche Anfrage an das österreichische Bundesministerium für Verkehr, Innovation und Technologie (BMVIT) und präsentierte in persönlicher Vorsprache das Fahrzeug Segway. Im Juni 2004 antwortete die zuständige Mitarbeiterin des Ministeriums, Ingrid Holzerbauer-Högler, schriftlich unter dem Betreff „Segway; rechtliche Qualifikation“, mit dem Ergebnis, „dass dieses Fahrzeug aufgrund § 2 Abs. 1 Z 22 lit. d der Straßenverkehrsordnung iVm § 1 Abs. 2a Kraftfahrgesetz als Fahrrad zu qualifizieren ist.“
In Österreich unterliegen Fahrräder, und damit auch Elektrofahrräder, nach § 1 Abs. 2a KFG nicht dem Kraftfahrzeugrecht, sie sind deshalb weder genehmigungspflichtig noch benötigen sie eine Betriebsgenehmigung. Dagegen gelten die Ausrüstungsvorschriften für Fahrräder, also die österreichische Fahrradverordnung. Segways müssen daher für den Betrieb auf Straßen mit öffentlichem Verkehr mit akustischer Einrichtung (Glocke, Hupe oder dergleichen), Rückstrahleinrichtungen, sowie bei Nacht oder wenn es die Lichtverhältnisse erfordern, mit Scheinwerfer und Rücklicht ausgestattet sein.
Da ein Fahrrad ein Fahrzeug ist, ist auf Straßen mit öffentlichem Verkehr auch mit dem Segway auf der Fahrbahn zu fahren (§ 2 Abs. 1 Z 2 StVO), Gehwege und Gehsteige dürfen nur zum Überqueren derselben auf den dafür vorgesehenen Stellen befahren werden (§ 8 Abs. 4 StVO). Ansonsten gelten die fahrradrechtlichen Bestimmungen der StVO wie für mehrspurige Fahrräder, insbesondere, wonach bei Vorhandensein von Radfahranlagen diese mit allen Modellen benützt werden dürfen, da sie schmäler als 100 cm sind (§ 68 „Verhalten der Radfahrer“).
Wohnstraßen dürfen, wie mit jedem Fahrrad, gegen die Einbahn (§ 76b StVO), sonstige Einbahnen gegen die vorgeschriebene Fahrtrichtung (§ 7 Abs. 5) und Fußgängerzonen (§ 76a StVO) jedoch nur bei Ausnahmen für den Fahrradverkehr befahren werden. Da ein „Schutzweg ein durch gleichmäßige Längsstreifen (sogenannte ‚Zebrastreifen‘) gekennzeichneter, für die Überquerung der Fahrbahn durch Fußgänger bestimmter Fahrbahnteil“ ist (§ 2 Abs. 1 Z 12 StVO), darf ein solcher zur Querung der Fahrbahn, wie mit jedem anderen Fahrzeug auch, mit dem Segway nicht befahren werden.
Darüber hinaus gelten wie für jedes andere Fahrrad auch die Altersgrenzen nach § 65 StVO „Benützung von Fahrrädern“. Entsprechend darf ein Segway ab 12 Jahren gefahren werden, bei Erwerb eines Fahrradführerscheins schon ab 10 Jahren.
Wer ein Fahrrad schiebt, gilt nach § 65 Abs. 1 StVO nicht als Radfahrer. Nach Rechtslehre und Judikatur sind in diesem Fall die Bestimmungen für Fußgänger anzuwenden und insbesondere das Fahrrad auf dem Gehweg/Gehsteig zu schieben. Das gilt daher auch für das Schieben eines Segway, wenn dieser wegen eines leeren Akkus oder wegen eines technischen Defekts geschoben werden muss.

### Situation im sonstigen Europa
Die meisten europäischen Länder erlauben oder dulden inzwischen die Nutzung des Segway PT. Auch in Italien, Frankreich, Spanien, Griechenland, Tschechien, Ungarn, den Niederlanden, Belgien, Portugal, der Schweiz und in den baltischen Ländern wird der Segway PT offiziell befürwortet – mit Ausnahmen von einigen Städten, wie zum Beispiel des Zentrums von Prag, wo das Segwayfahren seit 2016 verboten ist.

## Praxiseinsatz und Sonderanwendungen

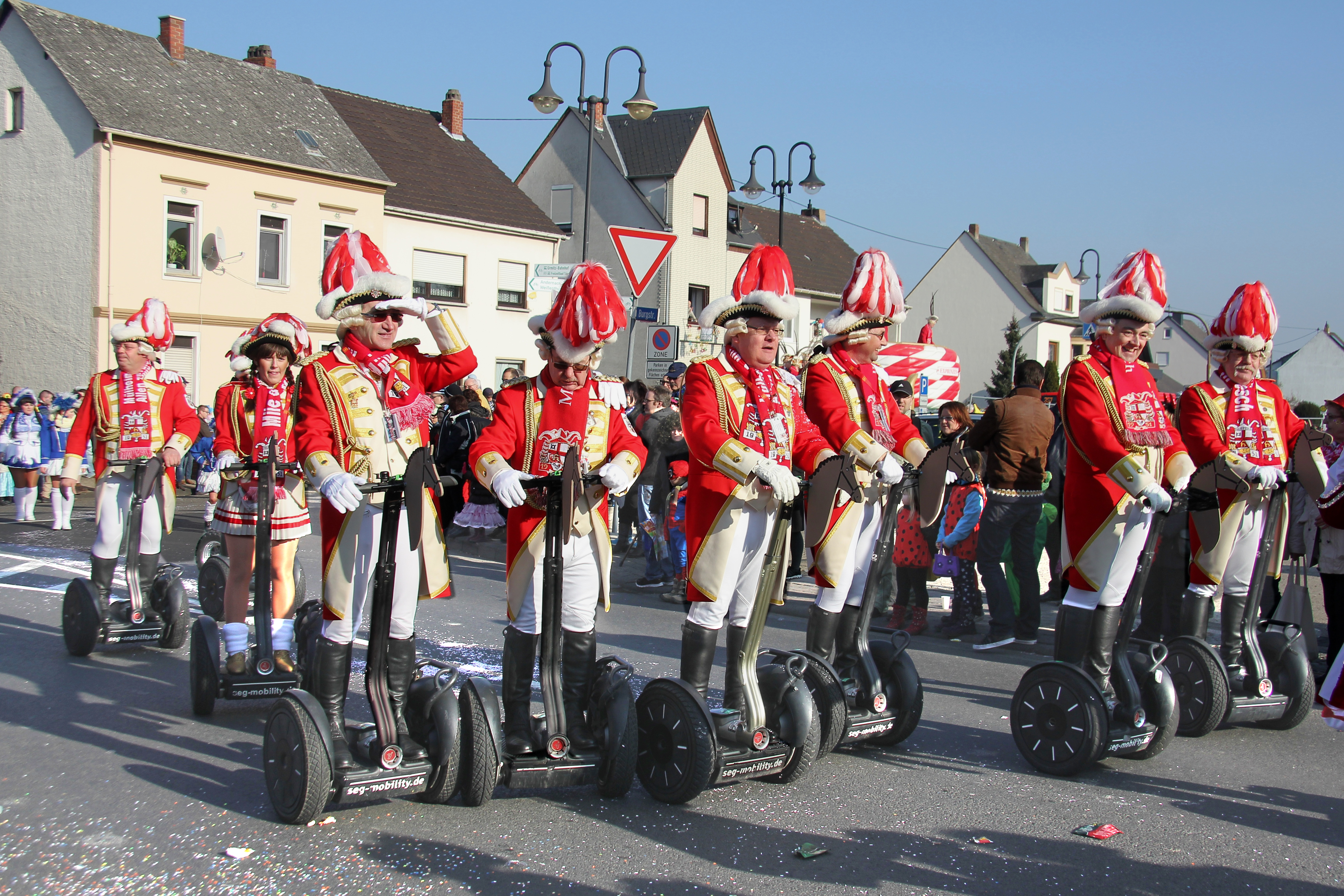
Prinzengarde auf Segways

In seiner hauptsächlichen Anwendung, dem innerstädtischen Nahverkehr (z. B. für Besorgungen und Pendler), hat sich der Segway PT nicht als Massenverkehrsmittel durchgesetzt. Besser konnte er sich in einer Reihe von Nischenmärkten etablieren, wie z. B.:
Patrouillenfahrzeug
Polizeidienststellen, Sicherheitsfirmen und Wachdienste setzen den Segway PT als Patrouillenfahrzeug ein. Auch von Rettungsdiensten werden sie vor allem bei Großveranstaltungen eingesetzt.
Behindertenfahrzeug
Segway PTs können bei körperlichen Einschränkungen z. B. durch die Anfangsstadien von Multipler Sklerose oder Parkinson benutzt werden.
Golf Kart
Das Sondermodell „x2 Golf“ bewegt den Golfer und seine Ausrüstung mit rasenschonenden Niederdruckreifen über den Golfplatz.
Funsport
Als Segway-Mannschaftssport hat sich Segwaypolo etabliert. Apple-Mitbegründer Steve Wozniak war prominenter Spieler in der Mannschaft „Silicon Valley Aftershocks“. Der „Woz challenge cup“, die WM im Segwaypolo, wurde 2009 in Köln und 2010 auf der Karibikinsel Barbados gespielt.
Roboterplattform
Der Segway RMP wird als Basis für autonome mobile Roboter eingesetzt.
Stadtführungen
In einigen Städten wird der Segway PT für touristische Stadtrundfahrten eingesetzt. Hierfür wird in Deutschland nach der Zulassungsverordnung gegebenenfalls eine Sondererlaubnis benötigt.
Betriebsausflug
Segwayparcours werden für die Teamentwicklung und Motivation bei Betriebsausflügen eingesetzt.

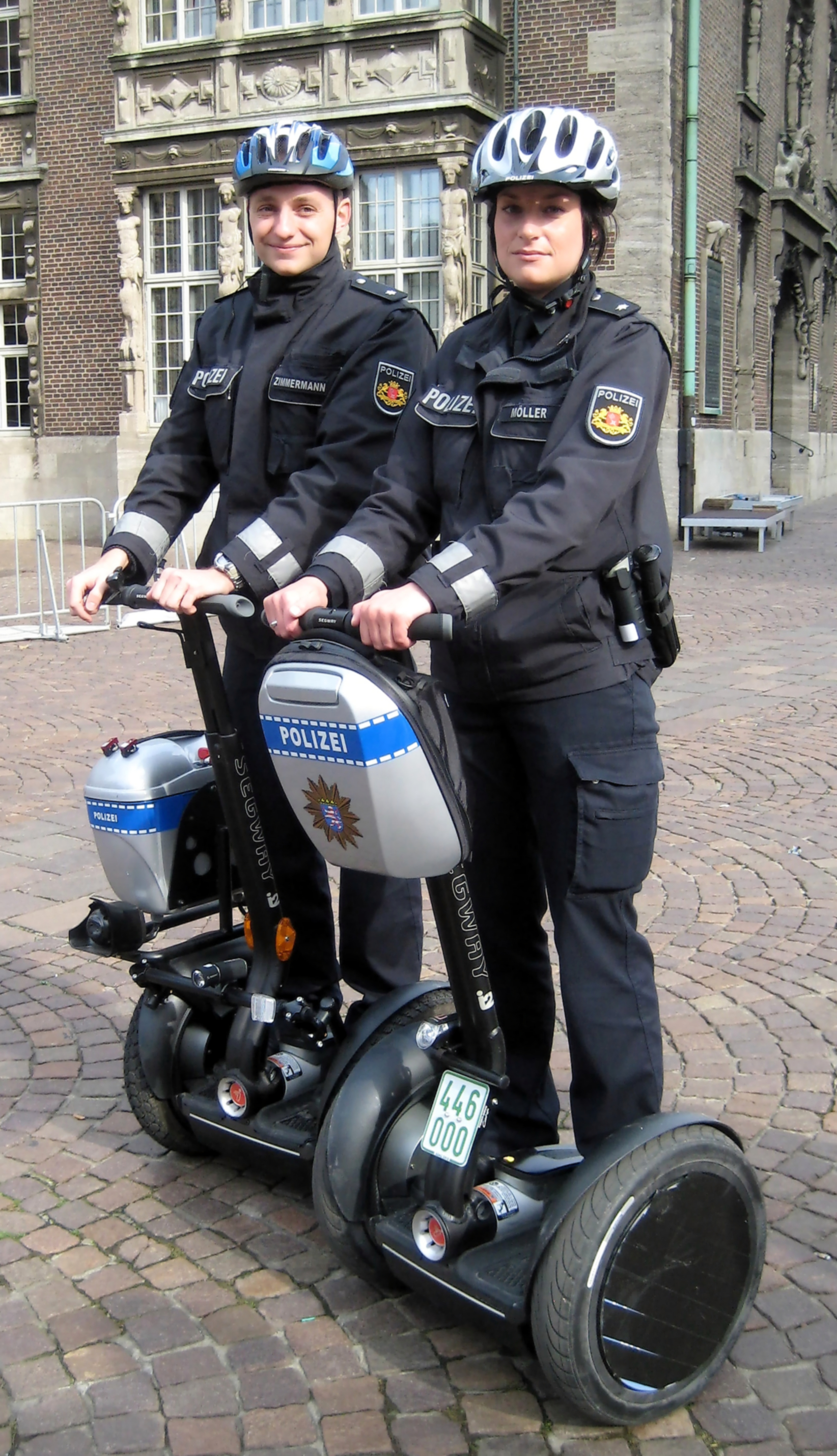
Bremer Polizisten mit Segway PT der Hessischen Polizei (2010)
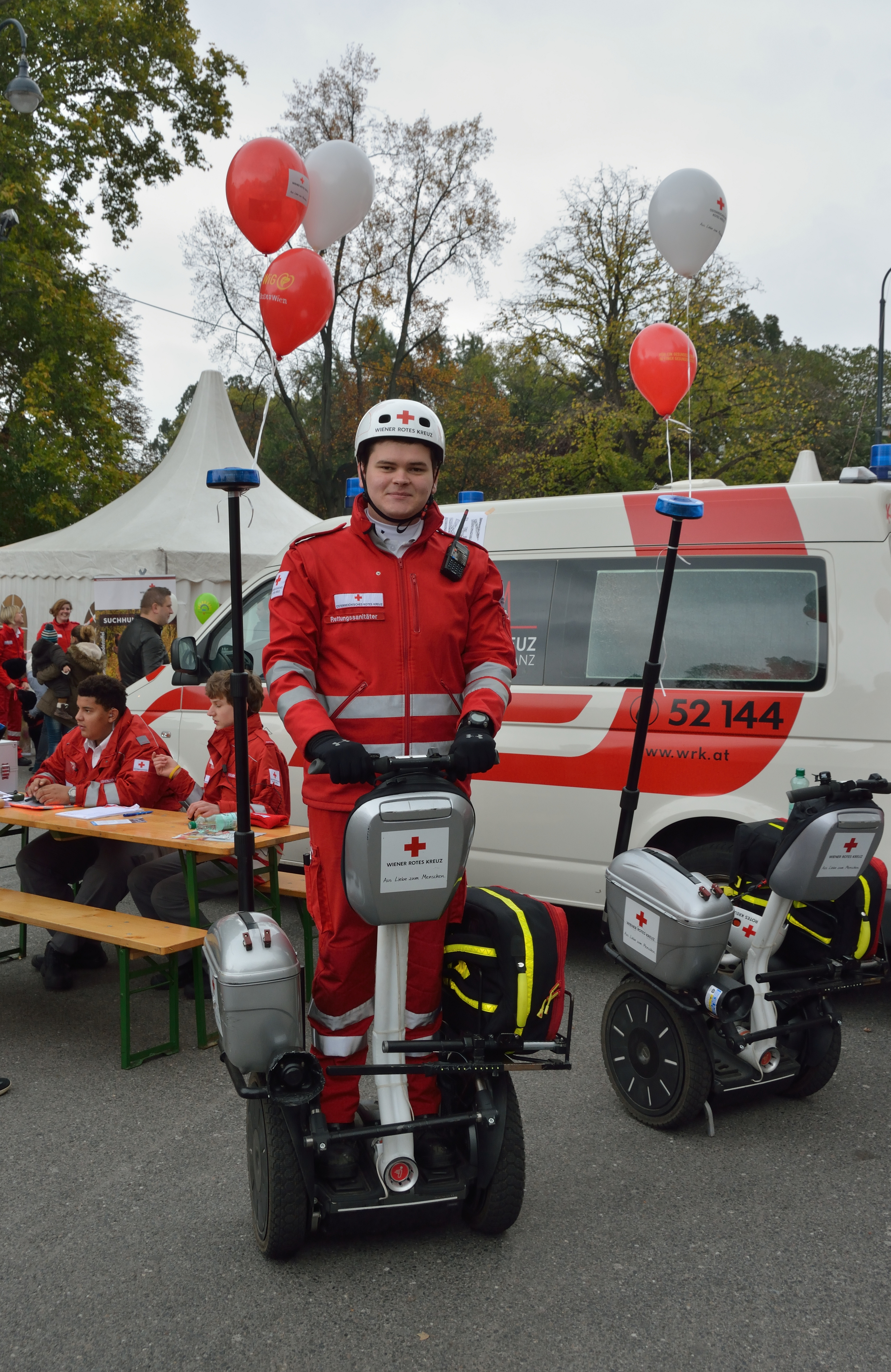
Segway des Wiener Roten Kreuzes (Bei einer Präsentation 2014)
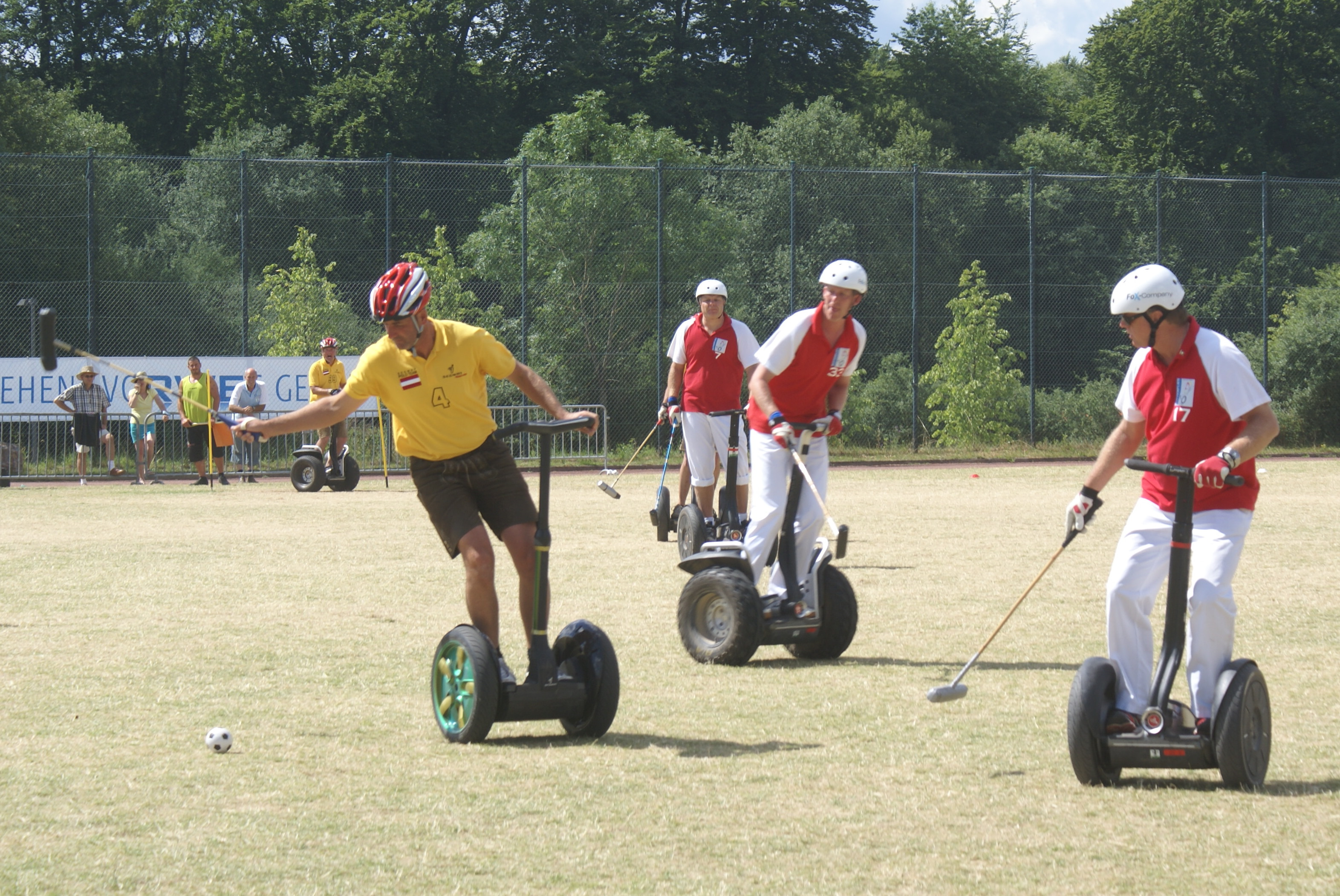
Segwaypolo-Spiel bei der Europameisterschaft in Hemer (2010)

## Trivia
- In der US-amerikanischen Filmkomödie Der Kaufhaus Cop nutzt das Sicherheitspersonal Segways zur Fortbewegung in einem Einkaufszentrum.
- Im von Jim Bonaci entwickelten Browsergame Happy Wheels kann man in die Rolle des Segway Guy schlüpfen, mit diesem auf einem Segway fahren und Aufgaben erledigen.
- Weltweit berichtet wurde 2003 ein Sturz von George W. Bush; Bush wurde nicht verletzt.[40]
- Im Dezember 2009 übernahm Jimi Heselden das Unternehmen Segway Inc., das bis 15. Juli 2020 den Segway produzierte.[41] Mit einem solchen Stehroller verunglückte er am 26. September 2010 im Alter von 62 Jahren tödlich, als er eine Klippe hinabstürzte.[42][43]

## Ähnliche Fahrzeuge
- E-Board, auch „Swagway“ oder „Mini-Segway“ genannt.